# Liberi
Liberi é uma comuna italiana da região da Campania, província de Caserta, com cerca de 1.221 habitantes. Estende-se por uma área de 17 km², tendo uma densidade populacional de 72 hab/km². Faz fronteira com Alvignano, Caiazzo, Castel di Sasso, Dragoni, Pontelatone, Roccaromana.

## Demografia
| Variação demográfica do município entre 1861 e 2011                               |
|                                                                                   |
| Fonte: Istituto Nazionale di Statistica (ISTAT) - Elaboração gráfica da Wikipedia |